# Čairi
Čairi (izvirno srbsko Чаири) je naselje v Srbiji, ki upravno spada pod Občino Trstenik; slednja pa je del Rasinskega upravnega okraja.

## Demografija
V naselju, katerega izvirno (srbsko-cirilično) ime je Чаири, živi 360 polnoletnih prebivalcev, pri čemer je njihova povprečna starost 39,0 let (38,9 pri moških in 39,0 pri ženskah). Naselje ima 140 gospodinjstev, pri čemer je povprečno število članov na gospodinjstvo 3,35.
To naselje je, glede na rezultate popisa iz leta 2002, večinoma srbsko, a v času zadnjih 3 popisov je opazen porast števila prebivalcev.
|  |

| Demografija | Demografija     | Demografija     |
| Leto        | Št. prebivalcev | Št. prebivalcev |
| ----------- | --------------- | --------------- |
|             |                 |                 |
|             |                 |                 |
|             |                 |                 |
|             |                 |                 |
| 1948        | 54              |                 |
| 1953        | 74              |                 |
| 1961        | 75              |                 |
| 1971        | 101             |                 |
| 1981        | 116             |                 |
| 1991        | 313             | 305             |
| 2002        | 492             | 469             |
|             |                 |                 |

| Etnična sestava po popisu iz leta 2002 | Etnična sestava po popisu iz leta 2002 | Etnična sestava po popisu iz leta 2002 | Etnična sestava po popisu iz leta 2002 | Etnična sestava po popisu iz leta 2002 |
| -------------------------------------- | -------------------------------------- | -------------------------------------- | -------------------------------------- | -------------------------------------- |
| Srbi                                   | Srbi                                   |                                        | 452                                    | 96,37%                                 |
| Makedonci                              | Makedonci                              |                                        | 2                                      | 0,42%                                  |
| Črnogorci                              | Črnogorci                              |                                        | 1                                      | 0,21%                                  |
| Muslimani                              | Muslimani                              |                                        | 1                                      | 0,21%                                  |
| Neznano                                | Neznano                                |                                        | 11                                     | 2,34%                                  |